# Callander
Pour l’article homonyme, voir Callander (homonymie).
Callander (en gaélique écossais : Calasraid) est un village du Stirling en Écosse.

## Géographie
Le village est situé à l'est du parc national du Loch Lomond et des Trossachs et est traversé par la rivière Teith.

## Histoire
Helen Duncan, une des dernières personnes emprisonnées à cause du Witchcraft Act de 1735, y est née en 1897.

## Culture populaire
Destro, un des personnages de la série d'animation américaine G.I. Joe: Héros sans frontières, est originaire du village.
Imogène McCarthery, l'héroïne d'une série de romans de Charles Exbrayat, y est née et y vit.

## Personnalités
- William McBeath (un des membres fondateurs des Rangers) y est né en 1856.

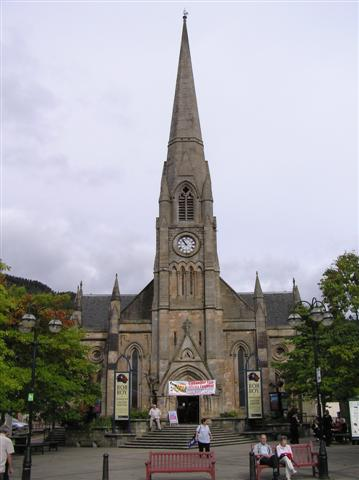
Église de Callander.